# Aleksandra Pezda

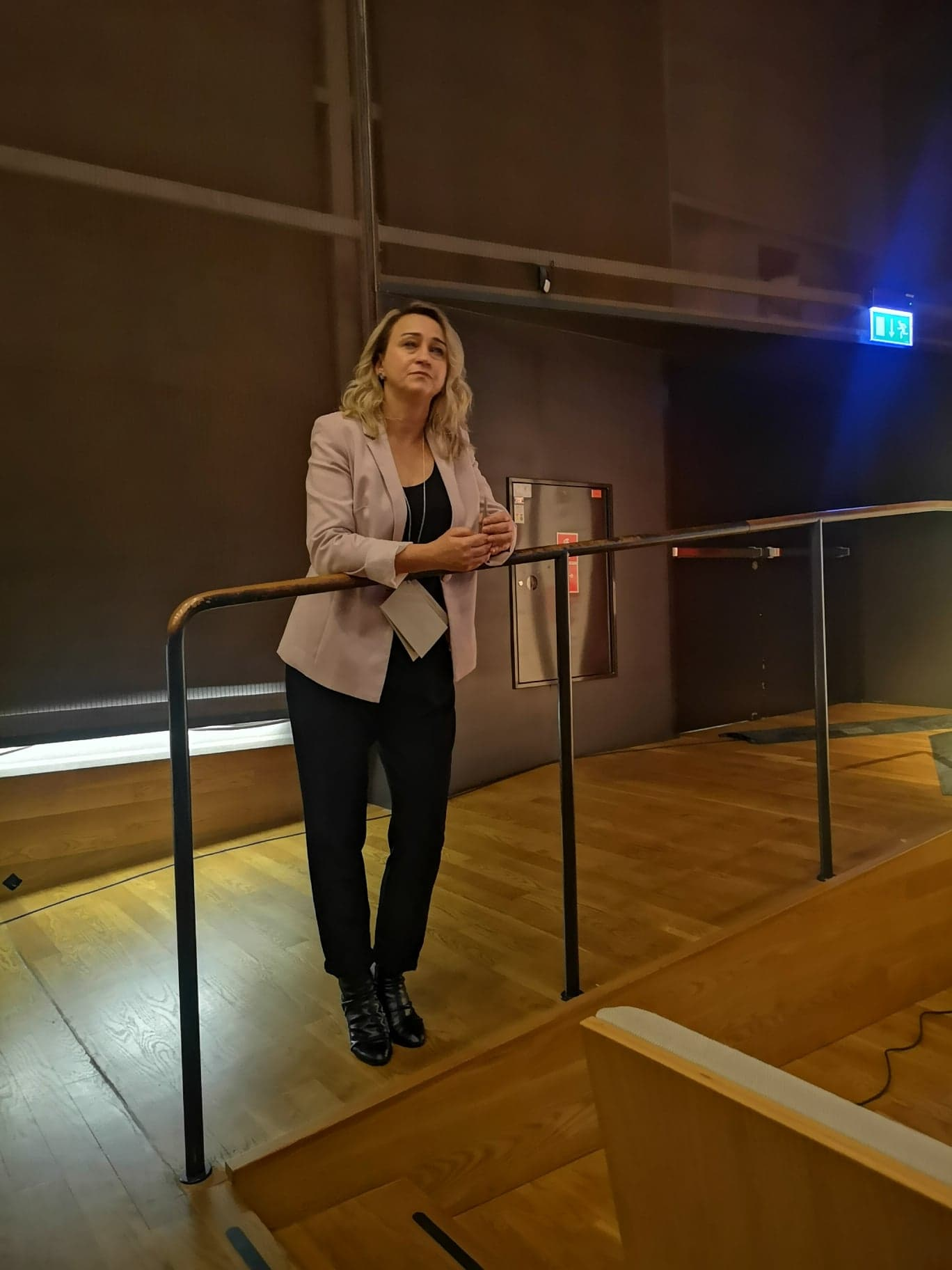
Aleksandra Pezda

Aleksandra Pezda (ur. w Gorzowie Wlkp.) – polska dziennikarka, publicystka, reportażystka. Specjalizuje się w tematyce współczesnej edukacji i szkolnictwa. Autorka książek:
- Koniec epoki kredy. Internet dla nauczycieli i rodziców (wyd. Agora; Warszawa; 2011);

- Zdrowaś mario. Reportaże o medycznej marihuanie (wyd. Dowody na Istnienie; Warszawa; 2018)[2].

## Życiorys
Wieloletnia publicystka „Gazety Wyborczej” z którą związana jest od początku XXI wieku. Specjalizuje się w problematyce współczesnej edukacji na różnych szczeblach szkolnictwa włącznie ze szkolnictwem wyższym oraz wpływem cyfryzacji na dzisiejsze szkolnictwo. Jako jedna z pierwszych stawała w obronie twórczości Witolda Gombrowicza i Stanisława Ignacego Witkiewicza organizując akcję przeciwko usunięciu ich z listy lektur przez ministra edukacji narodowej Romana Giertycha.
Jedna z inicjatorek wyprawy 25 reporterów do polskich szkół, która przerodziła się następnie w akcję społeczną „Szkoła z klasą 2.0". Organizatorka i prelegentka różnych debat i konferencji dotyczących problematyki edukacji w Polsce, w tym między innymi „Wyzwania Cyfrowej Polski 2012”, międzynarodowa konferencja „Gazety”, „Laptop dla pierwszaka” (obserwowała i analizowała Technologiczny Plan dla Edukacji w Portugalii, w ramach którego półtora miliona portugalskich uczniów i nauczycieli zostało wyposażonych w laptopy).
Była dziennikarką radia Tok FM, gdzie w ramach pasma „Wieczór Radia TOK FM” prowadziła autorskie audycje „Gra w klasy” oraz „Jestem z miasta”. Publikuje m.in. w Forbes Women, Dużym Formacie, Urodzie Życia i Onecie.